# Lena Dunham
Lena Dunham (* 13. května 1986 New York) je americká herečka a filmařka. Napsala a zrežírovala nezávislý film Tiny Furniture (2010) a je tvůrkyní a hlavní herečkou televizního seriálu stanice HBO s názvem Girls. V roce 2012 byla nominována na čtyři ceny Emmy, vyhrála dva Zlaté glóby a stala se první ženou, která získala cenu za režii Directors Guild of America Awards v kategorii komedie.
V roce 2014 vydala první knihu k, Not That Kind of Girl: A Young Woman Tells You What She's "Learned". V roce 2018 vydala knihu Lenny Letter.

## Životopis
Dunham se narodila v New Yorku. Její otec, Carroll Dunham, je malíř "otevřeně sexuálního pop artu" a její matka, Laurie Simmons, je fotografka a designérka. Její otec je protestant a podle Leny Dunham potomek Mayflower; její matka je Židovka. Lena Dunham má mladší sestru Grace, která je modelka a v současné době studuje na Brownově univerzitě a která účinkovala ve filmu Tiny Furniture. Když byly sestrou ještě děti, často je hlídaly fotografky Sherri Zuckerman a Catherine McGann.
Dunham navštěvovala Saint Ann's School v Brooklynu, New York, kde potkala herečku a kolegyni Jemima Kirke, se kterou účinkuje v seriálu Girls, a kterou také obsadila do svého prvního filmu Nábyteček. V roce 2008 odpromovala na Oberlin College, kde studovala kreativní psaní.

## Kariéra
První film Leny Dunham, který natočila v roce 2010, Tiny Furniture, vyhrál cenu pro Nejlepší příběh na konferenci South by Southwest Music and Media Conference. Hlavní roli Aury hraje sama Dunhamová.
Televizní seriál, Girls, jehož je Lena Dunham tvůrkyní, začala TV stanice HBO vysílat na začátku roku 2012. Výkonným producentem seriálu je Judd Apatow. Tři epizody tohoto seriálu byly vysílany na festivalu SXSW, kde se dočkaly pozitivních reakcí. První sezóna měla premiéru 15. dubna 2012 a zařídila Leně čtyři nominace na ceny Emmy – herecký výkon, scénář a režie. Seriál také vyhrál dva Zlaté glóby a to pro Nejlepší komediální seriál a za Nejlepší ženský herecký výkon v komedii či muzikálu. V únoru roku 2013 se za práci pro seriál Girls stala vůbec první ženou, která získala Directors Guild Award pro Nejlepšího režiséra komediálního seriálu.
8. října 2012 podepsala smlouvu na 3,5 milionů dolarů se společností Random House, která tak získala práva na její první knihu – esej nazvanou Not That Kind of Girl: A Young Woman Tells You What She's Learned.
Dunham se objevila v reklamním spotu pro znovuzvolení prezidenta Barracka Obamy, ve kterém pronáš monolog, který se podle The Atlantic snaží o "získání hlasu srovnáváním volení s prožíváním prvního sexu". Fox News hlásil "intenzivní kritiku" z vícero médií, která označila onu reklamu za "nevkusnou a nepřiměřenou" a dodal, že "ne každý byl tolik uražen".
Dunham se objevila v úvodní parodii na Emmy Awards, ve kterém se komickým způsobem objevuje nahá.

## Osobní život
V roce 2012 začala chodit s hlavním kytaristou kapely Fun., Jackem Antonoffem. Oba dva se rozhodli upustit od svatby, dokud nebude mít každý člověk stejné podmínky, čímž podporují svatby stejného pohlaví.

## Filmografie
| Rok  | Název                            | Role                 | Poznámky                        |
| ---- | -------------------------------- | -------------------- | ------------------------------- |
| 2006 | Dealing                          | Georgia              | Krátký film                     |
| 2007 | Una & Jacques                    |                      | Krátký film                     |
| 2009 | Dům ďábla                        | Operátorka linky 911 | Hlas                            |
| 2009 | Creative Nonfiction              | Ella                 | Napsala, režírovala a editovala |
| 2009 | The Viewer                       | Hlas                 | Krátký film                     |
| 2009 | Family Tree                      | Lena                 | Krátký film                     |
| 2010 | Gabi on the Roof in July         | Colby                |                                 |
| 2010 | Nábyteček                        | Aura                 | Režie, scénář                   |
| 2011 | Tajemství starého hotelu         | Barista              |                                 |
| 2012 | Nobody Walks                     |                      | Spoluscenárista                 |
| 2012 | Supporting Characters            | Alexa                |                                 |
| 2012 | Čtyřicítka na krku               | Cat                  |                                 |
| 2014 | Šťastné a veselé                 | Carson               |                                 |
| 2015 | Sky                              | Billie               |                                 |
| 2016 | My Art                           | Meryl                |                                 |
| 2016 | Sousedi 2                        | Johanka z Akru       | Nekredtiovaná                   |
| 2016 | Jak se mi potopila střední škola | Mary (hlas)          |                                 |
| 2019 | Tenkrát v Hollywoodu             | Gypsy                |                                 |

| Rok       | Název                       | Role                          | Poznámky                                                      |
| --------- | --------------------------- | ----------------------------- | ------------------------------------------------------------- |
| 2007      | Tight Shots                 |                               | Hlavní role Scénář, režie, střih                              |
| 2009      | Delusional Downtown Divas   | Oona                          | Hlavní role Scénář, režie, produkce                           |
| 2011      | Mildred Piercová            | Sestřička 1                   | díly: „Part One“ a „Part Two“                                 |
| 2012–2017 | Girls                       | Hannah Horvath                | Hlavní role, 62 dílů Tvůrce, režie, scénář, výkonný producent |
| 2014–2016 | Čas na dobrodružství        | Betty Grof                    | 3 díly                                                        |
| 2014      | Saturday Night Live         | Host/Moderátorka              | díl: „Lena Dunham/The National“                               |
| 2015      | Skandál                     | Susanne Thomas                | díl: „It's Good to Be Kink“                                   |
| 2015      | Sedm dní v pekle            | Lanny Denver                  | TV film                                                       |
| 2015      | Simpsonovi                  | Candace/Hannah Horvath (hlas) | díl: „O čem muži sní“                                         |
| 2016      | Amyino plodné lůno          | Samu sebe                     | díl: „Madame President“                                       |
| 2016      | Zelený servis               | Samu sebe                     | díl: „Selfie“                                                 |
| 2017      | Travel Man                  | Samu sebe                     | díl: „48 Hours in Tenerife“                                   |
| 2017      | American Horror Story: Cult | Valerie Solanas               | díl: „Valerie Solanas Died for Your Sins: Scumbag“            |
| 2018      | Camping                     | —                             | tvůrce, také výkonná producentka a scenáristka                |